# Simone Boccanegra
Simone Boccanegra (asi 1301 – 14. března 1363 Janov) byl italský politik a obchodník, který se stal prvním dóžetem Janovské republiky.
Pocházel z neurozené, avšak zámožné a vlivné podnikatelské rodiny; jeho předek Guglielmo Boccanegra zastával v letech 1257–1262 funkci janovského capitano del popolo. Jeho bratrem byl admirál Egidio Boccanegra, který bojoval na straně Francouzů v námořní bitvě u Sluys.
Simone Boccanegra byl příznivcem ghibellinů a vystupoval proti janovské aristokracii. Po úspěšné lidové vzpouře v roce 1339 byl proto zvolen do nově ustaveného úřadu doživotního janovského dóžete, jehož se ujal 23. prosince téhož roku. Vedl ambiciózní zahraniční politiku, podporoval smyrenské křížové výpravy a také vyslal loďstvo na pomoc Alfonsi XI. Kastilskému proti Maurům. Podařilo se mu stabilizovat janovskou ekonomiku, potlačit pirátství a ovládnout oblast Oltregiogo a Riviéry. Měl však mnoho vlivných nepřátel, přežil řadu pokusů o atentát a obklopil se tělesnou stráží v počtu 103 mužů. Jeho sklony k samovládě a záliba v nákladném životním stylu vedly k tomu, že byl v roce 1344 lidovým sněmem odvolán a odešel do Pisy, odkud pocházela jeho matka. 
Z exilu se vrátil v listopadu 1356 a díky podpoře Viscontiů se stal znovu dóžetem. Za jeho druhého období v čele státu získali Janované ostrov Chios, ukončili tatarské obléhání Feodosie a potlačili povstání na Korsice. Boccanegra se také pokoušel uzavřít mír s Benátčany a spojit se s nimi proti Turkům, což přivítal i Francesco Petrarca. Nadále však urputně usiloval o posílení dóžecí moci a omezení tradičních privilegií šlechty, což vedlo k řadě vnitřních konfliktů. Zemřel náhle v březnu 1363 po hostině na počest návštěvy Petra I. Kyperského; vzápětí se rozšířila pověst, že byl otráven svými odpůrci z rodu Adornů. Byl pohřben v janovském kostele San Francesco di Castelletto. 
Boccanegrova podoba je údajně zachycena na jedné z fresek v Palazzo San Giorgio. Španělský spisovatel Antonio García Gutiérrez o něm napsal životopisnou divadelní hru v duchu romantismu. Podle ní pak vytvořil Francesco Maria Piave libreto k opeře Giuseppe Verdiho Simon Boccanegra, která měla premiéru v Teatro La Fenice v roce 1857.